# Хацудзукі
«Хацудзукі» (Hatsuzuki, яп. 初月) — ескадрений міноносець Імперського флоту Японії типу «Акідзукі», який брав участь у Другій світовій війні.

## Історія створення
Корабель був закладений 25 липня 1941 року на верфі ВМФ у Майдзуру. Спущений на воду 3 квітня 1942 року, вступив у стрій 29 грудня того ж року.

## Історія служби

### 1943 рік
З 15 січня 1943-го «Хацудзукі» включили до 61-ї дивізії ескадрених міноносців, а 22 березня він вийшов у свій перший дальній похід, разом з 3 іншими есмінцями супроводжуючи авіаносці «Дзюнйо» та «Хійо» з Японії на атол Трук у центральній частині Каролінських островів (ще до війни тут створили потужну базу японського ВМФ, з якої до лютого 1944-го провадили операції в низці архіпелагів). 27 березня загін досягнув пункту призначення, після чого з 29 березня по 6 квітня «Хацудзукі» та ще один есмінець здійснили круговий рейс для доставлення будівельних матеріалів до Рабаула (головна передова база японців у архіпелазі Бісмарка, з якої здійснювали операції на Соломонових островах та сході Нової Гвінеї). При цьому 3 квітня «Хацудзукі» взяв участь у наданні допомоги важкому крейсеру «Аоба», який зазнав серйозних пошкоджень під час атаки літаків у районі Кавієнгу (друга за значенням японська база в архіпелазі Бісмарка, розташована на північному завершенні острова Нова Ірландія).
17—22 травня 1943-го «Хацудзукі» та 4 інші есмінці супроводили до Йокосуки авіаносець, 3 лінкори та 2 важкі крейсери. За кілька діб до того американці розпочали операцію взяття під контроль Атту (острів на заході Алеутського архіпелагу, захоплений японцями в червні 1942-го) і тепер японське командування збирало сили для контратаки. Втім, ще до завершення травня спротив гарнізону Атту добіг завершення і контратаку скасували.
10—15 липня 1943-го «Хацудзукі» разом зі ще 5 есмінцями та 2 легкими крейсерами здійснили ескортування великого угруповання (3 авіаносці, 1 ескортний авіаносець, 1 гідроавіаносець, 3 важкі крейсери) з Японії на Трук. На той час союзники вже висадились на островах Нова Джорджія (центральна частина [Соломонові острови (архіпелаг)|Соломонових островів]]) і в регіоні знову розгорілись важкі бої. 19—21 липня «Хацудзукі» виконав перехід до Рабаулу у складі загону, що доправляв війська (до нього включили гідроавіаносець, усі крейсери та 5 із 6 есмінців, які нещодавно прибули з Японії). Після цього 22 липня «Хацудзукі» разом зі ще одним есмінцем виконав транспортний рейс до Буки — порту на однойменному острові біля північного завершення значно більшого острова Бугенвіль (можливо відзначити, що тоді ж кілька есмінців повели гідроавіаносець до південного завершення Бугенвілю, що завершилось катастрофою, під час якої загинуло більш як тисяча японських військовослужбовців). 24—26 липня 1943-го «Хацудзукі» та ще два есмінці супроводили на Трук ті самі 3 важкі та 2 легкі крейсери, які за кілька діб до того прибули до Рабаула.
З 30 липня по 3 серпня 1943-го «Хацудзукі» та ще один есмінець здійснили рейс до Палау (важливий транспортний хаб на заході Каролінських островів), де зустріли танкери та супроводили їх на Трук.
6—8 серпня 1943-го «Хацудзукі» разом зі ще двома есмінцями ескортував до Рабаулу два інші важкі крейсери, що виконували завдання з транспортування військ, а згодом повернувся на Трук. 27—30 серпня «Хацудзукі» разом з іншим есмінцем супроводили навчальний крейсер «Касіма» з Труку на атол Кваджелейн (Маршаллові острови), після чого повернулись назад 2 вересня.
У середині вересня 1943-го американське авіаносне з'єднання здійснило рейд проти зайнятих японцями островів Гілберта (лежать південніше від Маршаллових островів). У відповідь 18 вересня з Труку на схід вийшли значні сили (2 авіаносці, 2 лінкори, 7 важких крейсерів та інші кораблі), які попрямували до атола Еніветок (крайній північний захід Маршаллових островів). «Хацудзукі» супроводжував це угруповання, яке в підсумку так і не вступило в контакт із союзними силами та 25 вересня повернулось на базу.
На початку жовтня 1943-го американське авіаносне з'єднання завдало удару по острову Вейк (північніше від Маршаллових островів) без жодної суттєвої реакції зі сторони ворожого флоту. Зате за кілька тижнів японці на основі радіоперехоплення вирішили, що готується нова атака на Вейк, і 17 жовтня вислали з Труку до Еніветоку головні сили (3 авіаносці, 6 лінкорів, 8 важких крейсерів та інші кораблі), в ескортуванні яких брав участь і «Хацудзукі». Цей флот кілька діб безрезультатно очікував ворога, після чого 26 жовтня повернувся на Трук.
Ймовірно, що з 7 по 10 листопада 1943-го «Хацудзукі» брав участь у наданні допомоги танкеру «Хойо-Мару», який вийшов з Труку в рейс до Сінгапуру та був уражений підводним човном.
11 листопада 1943-го есмінець прибув на допомогу транспорту «Токіо-Мару», що прямував на Трук у конвої № 2082 та був торпедований підводним човном. «Хацудзукі» перебрав на себе буксирування пошкодженого судна, проте за шість годин по тому через приплив води в корпус видали наказ залишити «Токіо-мару». Вранці 12 листопада «Хацудзукі» зробив нову спробу буксирування Токіо-Мару, яке все ще трималось на воді. Проте через чотири години через дедалі більший крен цю операцію припинили і «Токіо-Мару» затонув за двісті кілометрів від місця торпедування.
Далі до 15 листопада 1943-го «Хацудзукі» надавав допомогу легкому крейсеру «Агано», який так само був торпедований підводним човном на шляху з Рабаула на Трук.
20 листопада 1943-го американці розпочали операцію з оволодіння островами Гілберта. Того ж дня «Хацудзукі» вийшов для супроводу важкого крейсера «Тікума», який попрямував для перевезення військ на атол Еніветок (Маршаллові острови). Після цього з 23 листопада «Хацудзукі» та ще 4 есмінці охороняли 3 важкі крейсери, що перебували на атолах Кваджелейн (так само Маршаллові острови) та Еніветок, проте японське командування в підсумку так і не наважились протидіяти американській операції надводними кораблями. 5 грудня крейсери та їхня охорона повернулись на Трук.
7—12 грудня 1943-го есмінці «Хацудзукі» та «Судзуцукі» ескортували з Труку до Куре авіаносець «Дзуйкаку» та важкий крейсер «Тікума». Після цього з 24 грудня 1943 по 9 січня 1944 вони супроводили переобладнаний легкий крейсер «Акагі-Мару» у круговому рейсі з метою перевезення військовослужбовців на острів Вейк. 15 січня цей же загін вийшов у другий рейс до Вейку, проте вже 16 січня «Судзуцукі» був уражений 2 торпедами з підводного човна та втратив одразу носову та кормову секції. «Хацудзукі» узяв пошкоджений корабель на буксир та 18 січня привів його до Куре. 2 січня «Хацудзукі» прибув разом з «Акагі-Мару» до Йокосуки, проте у підсумку рейс до Вейку скасували.

### 1944 рік
6—13 лютого 1944-го «Хацудзукі» разом з 4 іншими есмінцями супроводжував 2 авіаносці та важкий крейсер з Японії до Сінгапуру. 15—21 березня «Хацудзукі» та ще один есмінець пройшли назад і з 28 березня по 4 квітня ескортували авіаносець «Тайхо» з Куре до розташованої в районі Сінгапуру якірної стоянки Лінгга (на той момент дії підводних човнів на комунікаціях вкрай ускладнили транспортування палива до Японії, що призвело до рішення базувати головні сили флоту поблизу від районів нафтовидобутку).
11—14 травня 1944-го «Хацудзукі» взяв участь у супроводі флоту з Лінгга до Таві-Таві (у філіппінському архіпелазі Сулу поряд з нафтовидобувними районами острова Борнео). На той час японське командування очікувало неминучої ворожої атаки на головний оборонний периметр імперії (Маріанські острови — Палау — західна частина Нової Гвінеї) і перебазувало головні сили ближче до місця майбутніх подій. 12 червня американці дійсно розпочали операцію проти Маріанських островів і невдовзі японський флот вийшов для контратаки, а 19—20 червня зазнав важкої поразки в битві у Філіппінському морі. Під час цих подій «Хацудзукі» разом з 6 іншими есмінцями та легким крейсером забезпечував охорону загону «А», при цьому ескорт не зміг захистити головні кораблі від підводних човнів, які 19 червня потопили 2 із 3 авіаносців. «Хацудзукі» допомагав торпедованому авіаносцю «Тайхо», а потім взяв участь у порятунку моряків з нього. За кілька діб головні сили японського флоту прибули до Японії.

### Загибель
У другій декаді жовтня 1944-го союзники розпочали операцію на Філіппінах. 20 жовтня «Хацудзукі» вийшов з Японії у складі охорони з'єднання адмірала Одзави, яке мало 4 авіаносці, але лише сотню літаків. За планами японського командування, воно мало відволікти сили ворога та дозволити головному з'єднанню адмірала Куріти атакувати транспорти вторгнення. Цей план дійсно спрацював (у частині відволікання уваги) і 25 жовтня американське ударне авіаносне з'єднання зайнялось кораблями Одзави та потопило всі 4 авіаносці. Після загибелі авіаносців «Дзуйкаку» і «Дзуйхо» «Хацудзукі» брав участь у порятунку вцілілих і був у той час атакований і потоплений ворожим загоном із крейсерів і есмінців. Загинули майже всі члени екіпажу, проте на рятувальному човні, який був спущений з «Хацудзукі» для збору моряків з авіаносця, залишились 8 членів екіпажу есмінця та 17 осіб з «Дзуйкаку». Після 21-денного перебування в морі їм вдалось досягнути Формози.